# Disney Digital 3-D
Disney Digital 3-D è un marchio utilizzato dalla Walt Disney Company per la produzione di film 3-D proiettati esclusivamente attraverso tecnologie digitali.
Disney Digital 3-D non va confuso con RealD o altri sistemi di proiezione 3-D, poiché è esclusivamente un metodo di produzione dei film, non di proiezione. I prodotti realizzati con questo sistema, infatti, possono essere proiettati con RealD, XpanD, Master Image e Dolby 3D.

## Storia
Il primo film a usare questo marchio è Chicken Little - Amici per le penne, distribuito negli Stati Uniti il 4 novembre 2005. Per la proiezione di questo film la Disney chiede la collaborazione dei Dolby Laboratories per l'installazione del sistema digitale Dolby 3D in circa 100 cinema degli Stati Uniti
Il film animato al computer Chicken Little - Amici per le penne viene seguito da una ridistribuzione del celebre lungometraggio animato a passo uno Nightmare Before Christmas, il 20 ottobre 2006. Il film, realizzato originalmente in 2D su pellicola 35 mm viene generato in versione stereoscopica dalla Industrial Light and Magic utilizzando tecnologia informatica.
Nel 2007, la Disney ridistribuisce anche il cortometraggio I pirati dello zoo, un film di animazione realizzato in 3-D nel 1953. Questo lancio precede di poco la distribuzione del film I Robinson - Una famiglia spaziale.
Il primo materiale live-action realizzato con questo sistema è Hannah Montana/Miley Cyrus: Best of Both Worlds Concert Tour, distribuito nel 2008. Nel 2009 segue G-Force - Superspie in missione, il primo film live-action di narrazione realizzato sotto il marchio Disney Digital 3-D.